# Marko Zlatić
Marko Zlatić est un joueur de volley-ball serbe né à Čačak le 9 juillet 1979. Il mesure 2,03 m et joue central.

## Clubs
| Club                | Pays                              | De        | À         |
| ------------------- | --------------------------------- | --------- | --------- |
| Partizan Belgrade   | Yougoslavie                       | 1996-1997 | 2001-2002 |
| Vojvodina Novi Sad  | Yougoslavie/ Serbie-et-Monténégro | 2002-2003 | 2003-2004 |
| Buducnost Podgorica | Serbie-et-Monténégro/ Monténégro  | 2004-2005 | 2006-2007 |
| Remat Zalău         | Roumanie                          | 2007-2008 | 2007-2008 |
| FL Saint-Quentin    | France                            | 2008-2009 | 2015-2016 |
| VC Fentange         | Luxembourg                        | 2016-2017 | ...       |

## Palmarès
- Ligue mondiale
  - Finaliste : 2005